# 胡志明市體育師範大學
胡志明市体育师范大学，一译胡志明市体育师范学院，是位于越南东南部胡志明市的一所全日制公办体育类大学，由越南教育部主管。

## 校史沿革
胡志明市体育师范大学肇始于1976年越南南方共和国政府成立的南方体育师范学校，后更名为中央第二体育师范学校；1984年，升格为专科层次的中央第二体育师范高等专科学校。
2005年，越南政府通过285/2005/QĐ-TTG号决定，同意中央第二体育师范高等专科学校升格为本科层次的胡志明市体育师范大学。

## 现况
相较于以培养合格运动员为主的胡志明市体育大学，胡志明市体育师范大学着眼于教育学和体育学的结合，故学校以发展体育教育专业、为越南中小学培养合格的体育教师为主要任务；并致力于成为越南体育教育和学校体育的科研中心及胡志明市的重点院校，以促进越南全民体育教育。该校亦有資格授予体育教育相关领域的學士、碩士、博士學位。